# Satélite Miranda (VRSS-1)
El Satélite Miranda (VRSS-1) o Venezuelan Remote Sensing Satellite (VRSS-1) es el primer satélite de observación remota de Venezuela. Dicho satélite lleva su nombre por el prócer venezolano Francisco de Miranda. Su objetivo es tomar imágenes digitales de alta resolución del territorio venezolano. Tiene cámaras de alta resolución (PMC) y cámaras de barrido ancho (WMC). Fue lanzado desde el Centro de Lanzamiento de Satélites de Jiuquan en China el 28 de septiembre de 2012. Se utilizó la plataforma CAST-2000, diseñada para satélites de bajo peso y el cohete Larga Marcha 2D. Es el segundo satélite artificial de Venezuela, después del satélite de telecomunicaciones Simón Bolívar.

## Especificaciones[3][4]
- Masa: 880 kilogramos
- Vida útil: 5 años por diseño
- Órbita del satélite: órbita sincronizada con la hora solar (SSO), de baja altura (LEO) polar, a 639,53 km sobre la superficie terrestre, y se desplaza con una velocidad de 27.000 km/h aproximadamente.
- Período orbital: 97 minutos (14 vueltas a la Tierra por día). Pasa sobre el territorio venezolano 2 a 4 veces al día y puede tomar 350 escenas diarias como máximo.
- Plataforma: CAST-2000
- Bandas de transmisión: Banda S (para telemetría y telecomandos) y Banda X (transmisión de imágenes).
- Modulaciones de portadoras: QPSK
- Transmisión en tiempo real: 190 Mbps x 2 canales
- Capacidad de grabación a bordo: 512 Gb, con tasas de compresión de 4:1 y 5:1.
- Cámaras pancromáticas y espectrales:
  - Espectro pancromático: 0,45 a 0,90 μm
  - Multiespectral: 0,45 a 0,52, 0,52 a 0,59, 0,63 a 0,69, 0,77 a 0,89 μm
  - Resolución radiométrica de las imágenes: 10 bits.

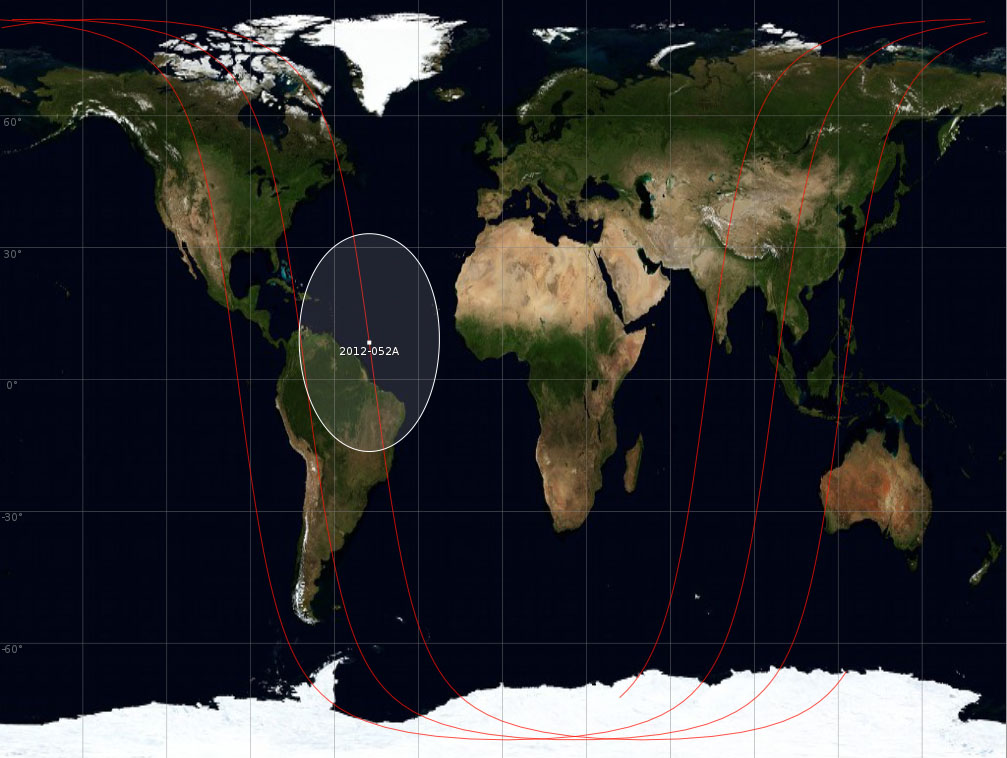
Trayectoria terrestre del VRSS-1

## Objetivos

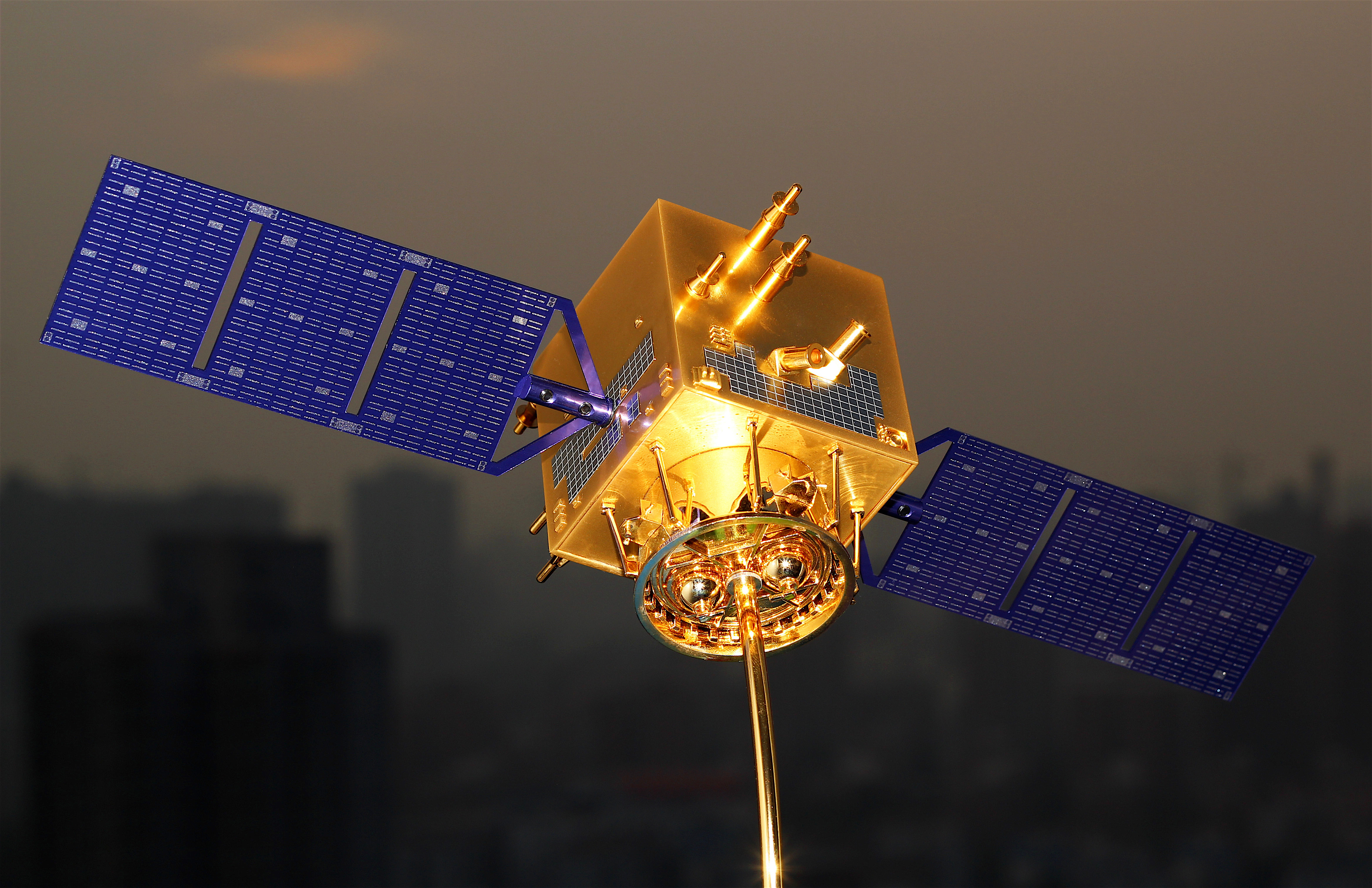
Reproducción del satélite Miranda (VRSS-1)

Es un satélite de observación terrestre. Cuenta con cámaras de alta resolución y de barrido ancho que permitirán la elaboración de mapas cartográficos. También está pensado para hacer evaluaciones de los suelos agrícolas, cosechas y producción agrícola. En el plano de la gestión ambiental podrá evaluar los recursos hídricos y las zonas en peligro de desertificación. Otro de los objetivos es facilitar la planificación urbana y obtención de información sismológica para la prevención de desastres.